# Ascq
Ascq je vesnice v Severní Francii na řece Marque. Nachází se v departementu Nord a regionu Nord-Pas-de-Calais. Ascq je historická čtvrť v Villeneuve d'Ascq. Leží poblíž hranic s Belgií.

## Dějiny
V noci z 1. na 2. dubna 1944 bylo Ascq dějištěm masakru vojsky Waffen-SS.

## Pamětihodnosti

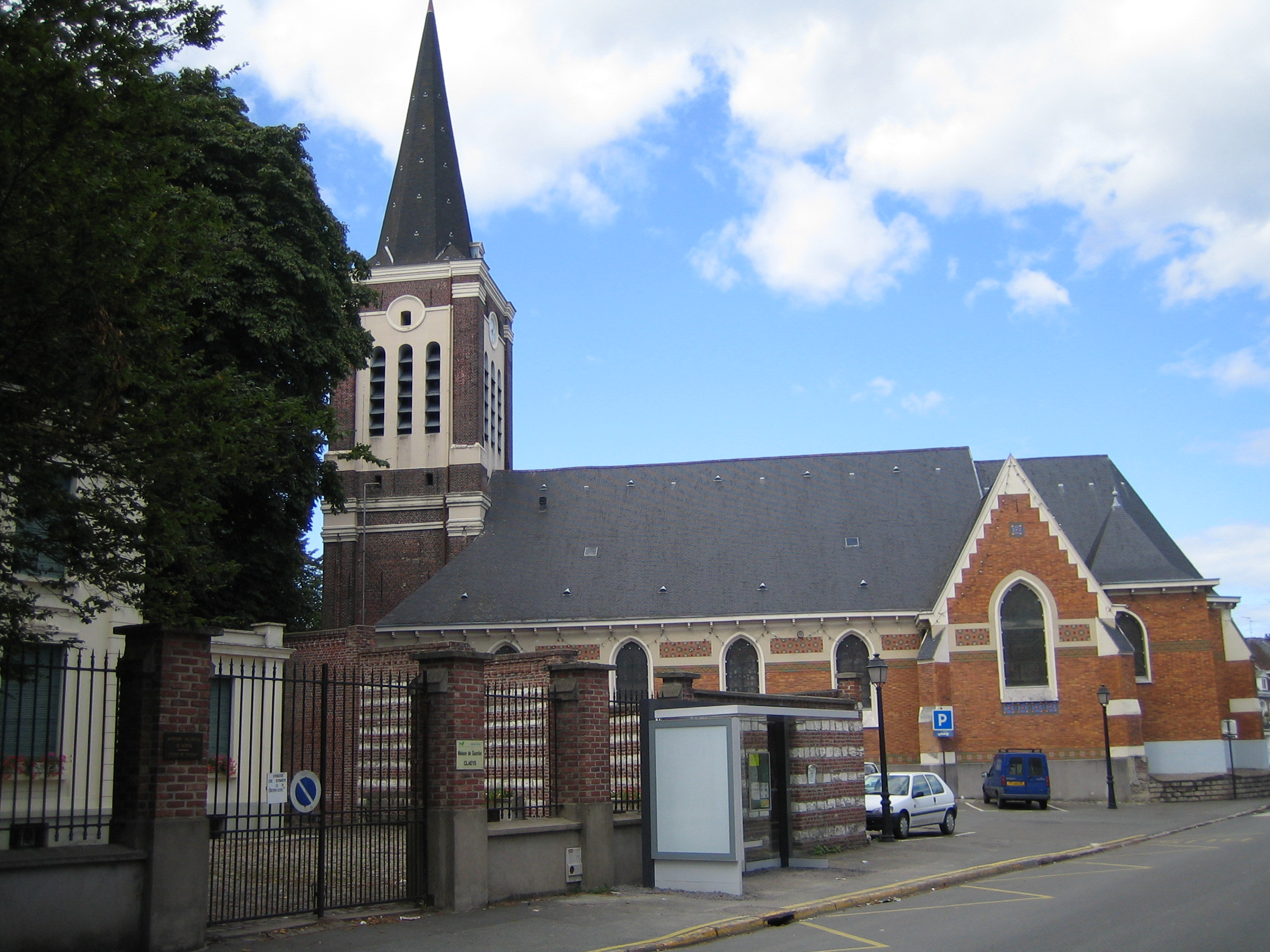
Železniční stanice
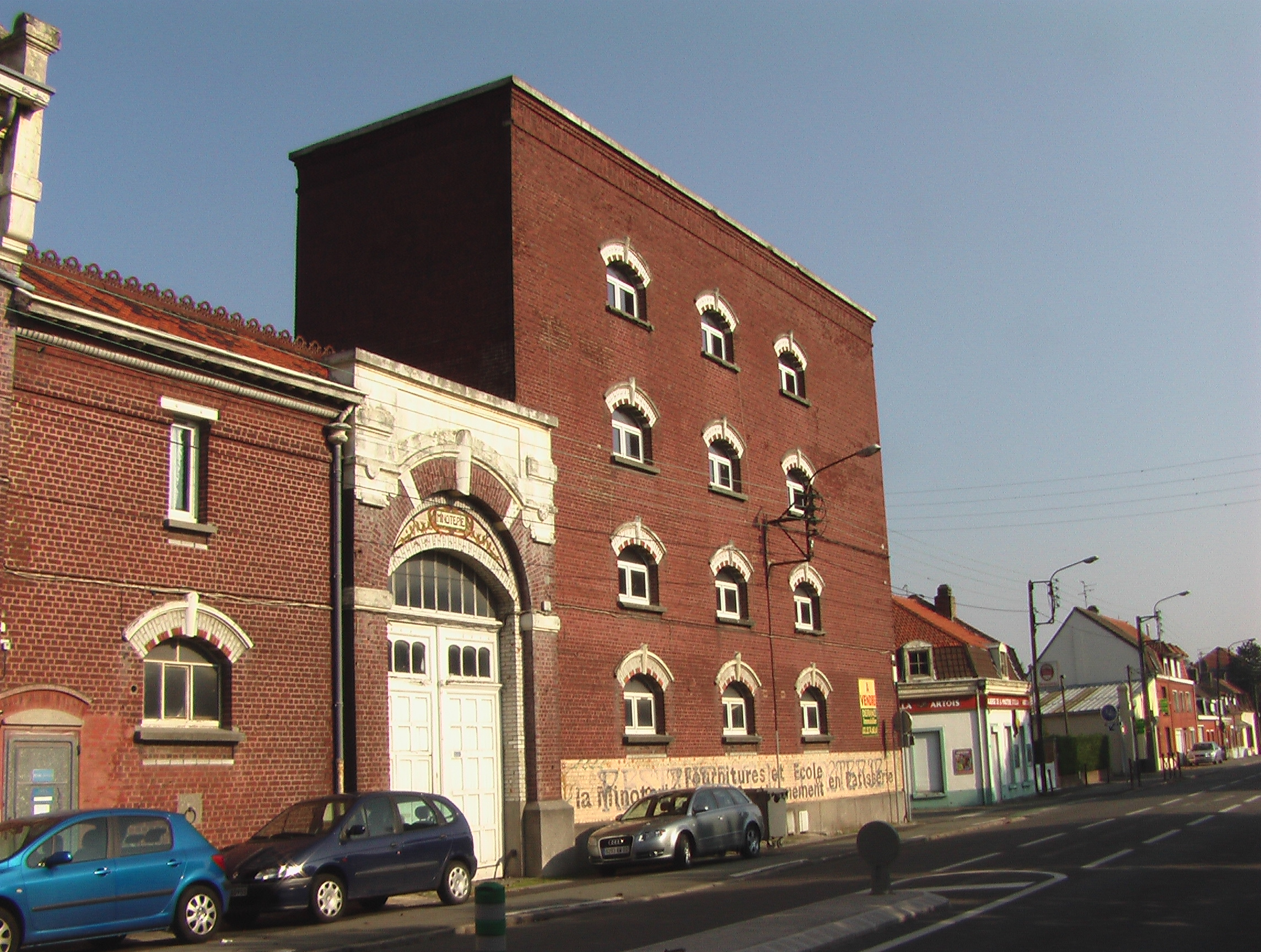
Kostel sv. Petra Antiošského
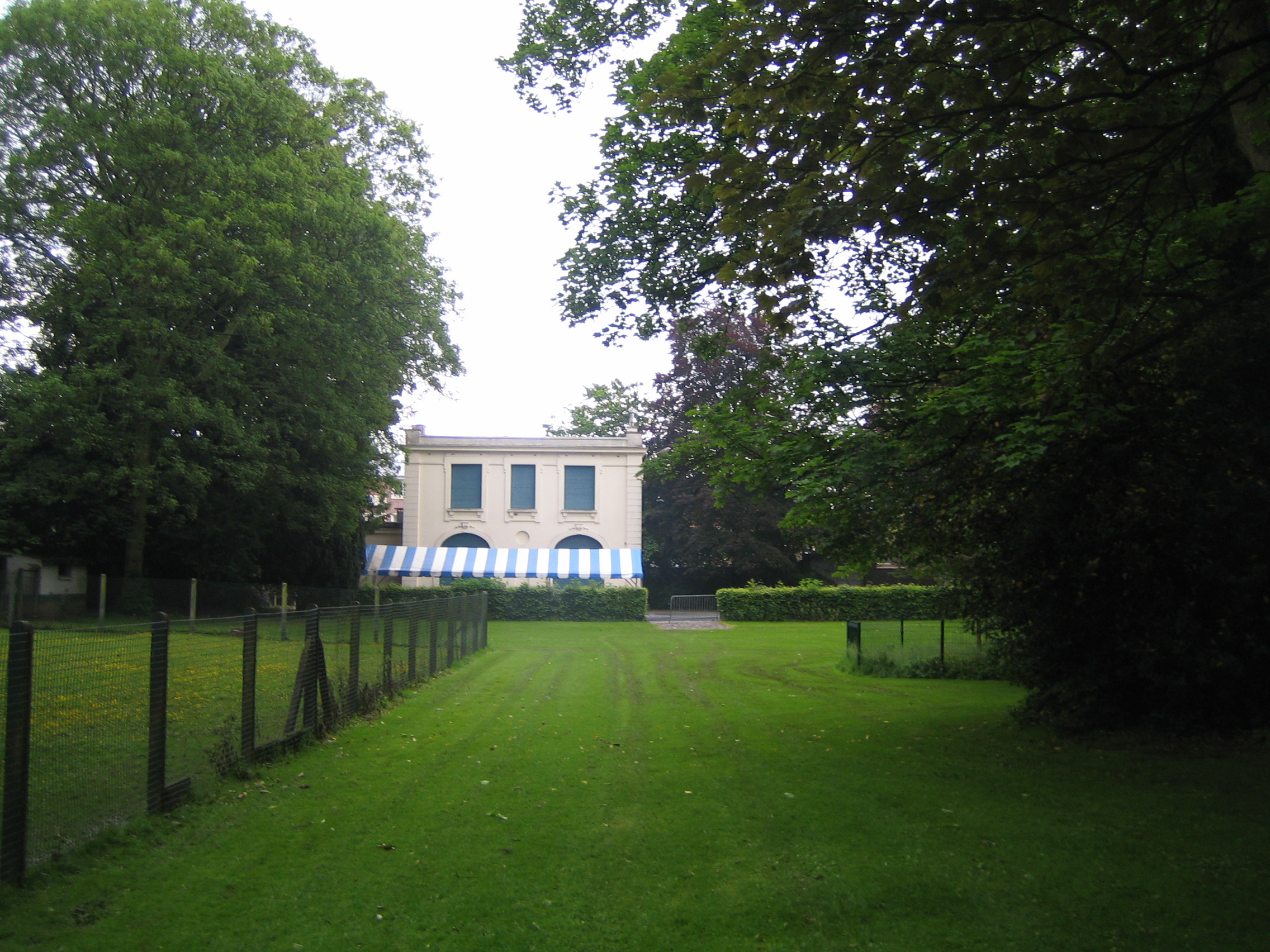
Château Claeys
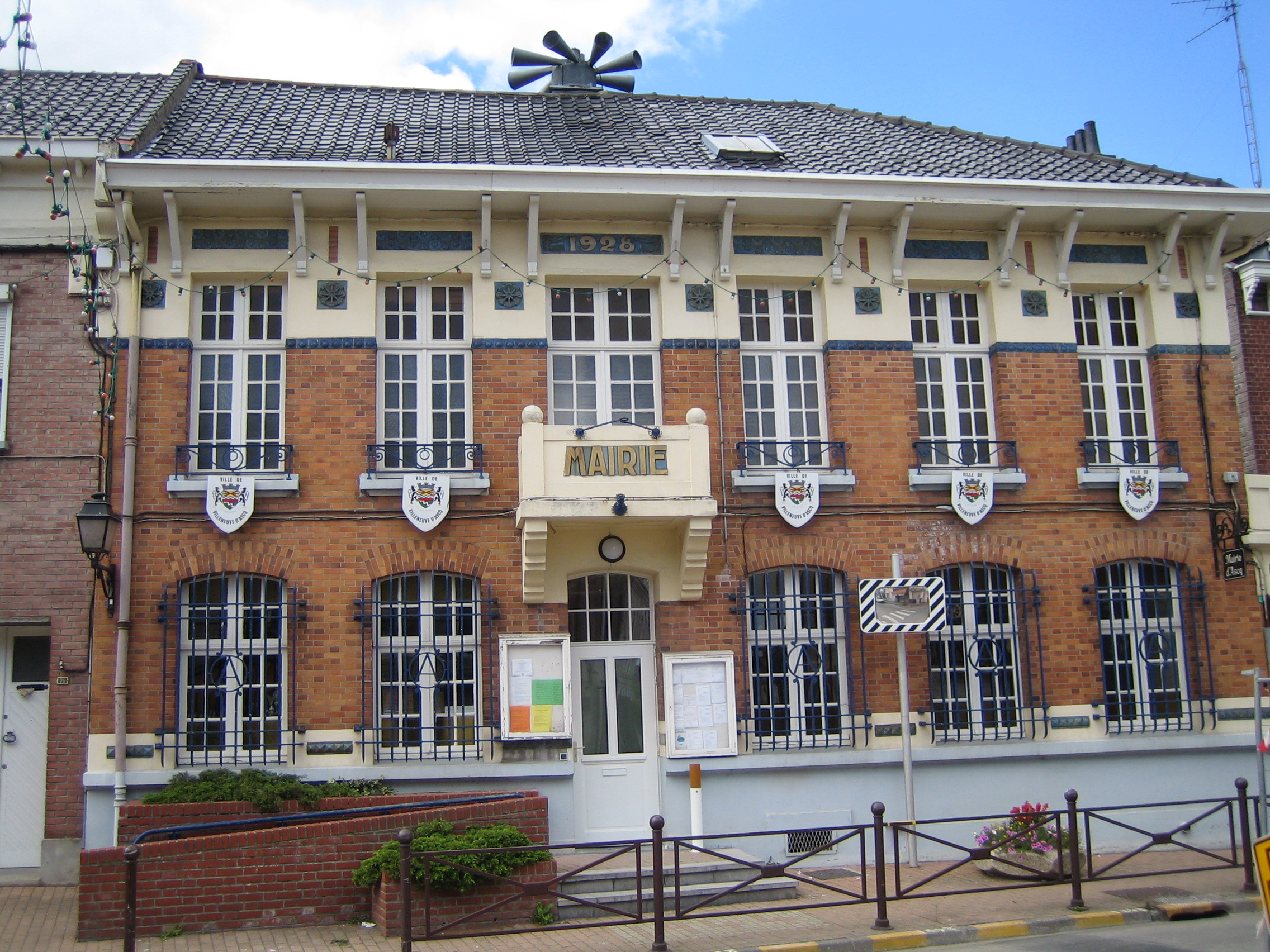
Museum událostí roku 1944

- Kostel sv. Petra Antiošského
- Mlýn
- Château Claeys
- Radnice